# سوهن، اسلام‌آباد
سوهن (به انگلیسی: Sohan) یک منطقهٔ مسکونی در پاکستان است که در اسلام‌آباد واقع شده‌است. سوهن ۴۵۷ متر بالاتر از سطح دریا واقع شده‌است.